# Las Piedras
Las Piedras – miasto w Urugwaju, w departamencie Canelones, według spisu ludności z 2004 roku, liczy 69 222 mieszkańców. 
18 maja 1811 roku, w czasie wojny wyzwoleńczej, José Gervasio Artigas, urugwajski bohater narodowy stoczył pod Las Piedras zwycięską bitwę z siłami hiszpańskimi. Las Piedras prawa miejskie otrzymało 15 maja 1925 roku. 
W mieście rozwinął się przemysł winiarski.

## Ludność
W 2004 roku w Las Piedras mieszkało 69 220 osób.
| Rok  | Populacja |
| ---- | --------- |
| 1963 | 41 921    |
| 1975 | 53 331    |
| 1985 | 58 283    |
| 1996 | 66 584    |
| 2004 | 69 220    |

Źródło: Instituto Nacional de Estadística de Uruguay.